# خوليو تورو
خوليو تورو مواليد 5 سبتمبر 1943 في بورتوريكو، هو لاعب كرة سلة بورتوريكي معتزل أصبح مدرباً بدأ مسيرته الاحترافية في سنة 1961. اعتزل اللعب في 1974.

## سجل المنافسة
شارك في المنافسات التالية:
- الألعاب الأولمبية الصيفية 1992
- الألعاب الأولمبية الصيفية 2004